# Уингер, Дебра
Мэри Дебра Уингер (англ. Mary Debra Winger, род. 16 мая 1955 года, Кливленд-Хайтс, Огайо) — американская актриса, трёхкратная номинантка на премию «Оскар».

## Биография
Дебра Уингер родилась в ортодоксальной еврейской семье (её отец владел магазином кошерных продуктов). В 16 лет она бросила школу и уехала из США в Израиль, где жила в кибуце и три месяца отслужила в израильской армии.
Вернувшись в США, решила учиться, но бросила. В результате несчастного случая на производстве некоторое время находилась в коме.
В 1976 году Дебра Уингер получила свою первую роль в сериале «Чyдо-женщина». В кино Уингер дебютировала в фильме «Девичник 1957 года». В 1982 году она была номинирована на «Оскар» за роль в фильме «Офицер и джентльмен», за этой номинацией последовали ещё две. В том же году она озвучила инопланетянина в фильме Стивена Спилберга «Инопланетянин». Всемирную славу Уингер принесла роль больной раком дочери Эммы в фильме «Язык нежности».
В 1980 году закончились её трехлетние отношения с актером Эндрю Рубином. С 1983 по 1985 год она встречалась с Бобом Керри, в то время губернатором Небраски, с которым познакомилась во время съемок фильма «Ласковые слова» в Линкольне, штат Небраска. Уингер также встречалась с актёром, Ником Нолти.
В 1986 году Дебра исполнила роль адвоката Лоры Келли в фильме «Орлы юриспруденции».
С 1986 по 1990 год Дебра Уингер была замужем за актёром Тимоти Хаттоном, у них есть сын Эммануэль Ной. В 1996 году Уингер заключила брак с Арлиссом Ховардом (род. 1954).
В 1995 году актриса покинула Голливуд, перестала сниматься и читать предлагаемые сценарии. Она переехала в Нью-Йорк. Однако в 2001 году снова вернулась к работе. По признанию актрисы, она оставила карьеру ради семьи и личной жизни. О своей жизни она написала книгу «Undiscovered», вышедшую в июне 2008 года. В сентябре 2009 года активно выступила в защиту Романа Полански с жёсткой критикой властей и ареста известного режиссёра.
В 2013 году она снялась в сериале «В лесах». С 2016 по 2020 год Уингер снимался вместе с Сэмом Эллиотом и Эштоном Катчером в многокамерной комедии Netflix «Ранчо».
В 2017 году Уингер сыграла эпизодическую роль судьи Елены Каган в мини-сериале «Когда мы восстанем». В том же году она снялась в своей первой после многих лет романтической роли в фильме «Любовники». Она продолжала получать роли в других художественных фильмах, таких как «Город тигров», вышедший на экраны в 2018 году.

## Фильмография
| Год       |     | Русское название            | Оригинальное название      | Роль                       |
| --------- | --- | --------------------------- | -------------------------- | -------------------------- |
| 1976      | ф   | Девичник 1957 года          | Slumber Party ’57          | Дебби                      |
| 1976—1977 | с   | Чyдо-женщина                | Wonder Woman               | Друсилла / Чудо-девушка    |
| 1977      | с   | —                           | Szysznyk                   | Дженни                     |
| 1978      | тф  | —                           | Special Olympics           | Шерри Хенсли               |
| 1978      | с   | Женщина-полицейский         | Police Woman               | Филлис Бакстер             |
| 1978      | ф   | Слава Богу, сегодня пятница | Thank God It’s Friday      | Дженнифер                  |
| 1978      | с   | Джеймс в 15                 | James at 15                | Алиша                      |
| 1979      | ф   | Французские открытки        | French Postcards           | Мелани                     |
| 1980      | ф   | Городской ковбой            | Urban Cowboy               | Сисси                      |
| 1982      | ф   | Консервный ряд              | Cannery Row                | Сьюзи Десото               |
| 1982      | ф   | Инопланетянин               | E.T. The Extra-Terrestrial | медсестра-зомби с пуделем  |
| 1982      | ф   | Офицер и джентльмен         | A Officer and a Gentleman  | Пола Покрифки              |
| 1983      | ф   | Язык нежности               | Terms of Endearment        | Эмма Хортон                |
| 1984      | ф   | Убийство Майка              | Mike’s Murder              | Бетти Пэрриш               |
| 1986      | ф   | Орлы юриспруденции          | Legal Eagles               | Лора Келли                 |
| 1987      | ф   | Чёрная Вдова                | Black Widow                | Александра                 |
| 1987      | ф   | Сделано в раю               | Made in Heaven             | Эммет Хамбрид              |
| 1988      | ф   | Преданный                   | Betrayed                   | Кейти Филлипс / Кэти Уивер |
| 1990      | ф   | Все в выигрыше              | Everybody Wins             | Анджела Криспини           |
| 1990      | ф   | Под покровом небес          | The Sheltering Sky         | Кит                        |
| 1992      | с   | Улица Сезам                 | Sesame Street              | Дебра                      |
| 1992      | ф   | Сила веры                   | Leap of Faith              | Джейн                      |
| 1993      | ф   | Почище напалма              | Wilder Napalm              | Вайда                      |
| 1993      | ф   | Опасная женщина             | Dangerous Woman            | Марта                      |
| 1993      | ф   | Страна теней                | Shadowlands                | Джой Грешам                |
| 1995      | ф   | Прощание с Парижем          | Forget Paris               | Эллен                      |
| 1995      | кор | —                           | Divine Rapture             | Мэри                       |
| 2001      | ф   | Большая плохая любовь       | Big Bad Love               | Мэрилин                    |
| 2003      | ф   | Радио                       | Radio                      | Линда                      |
| 2004      | ф   | Безумные похороны           | Eulogy                     | Элис Коллинз               |
| 2005      | тф  | Наедине с судьбой           | Dawn Anna                  | Даун Анна Таунсенд         |
| 2005      | тф  | Однажды в апреле            | Sometimes in April         | Пруденс Бушнелл            |
| 2007      | с   | —                           | Whatever Happened To?      | н/д                        |
| 2008      | ф   | Рэйчел выходит замуж        | Rachel Getting Married     | Эбби                       |
| 2010      | с   | Закон и порядок             | Law & Order                | директор Вудсайд           |
| 2010      | с   | Пациенты                    | In Treatment               | Фрэнсис Грир               |
| 2011      | кор | —                           | How It Ended               | н/д                        |
| 2012      | ф   | Давай, до свидания!         | Lola Versus                | Робин                      |
| 2014      | ф   | Голос                       | Boychoir                   | мисс Стил                  |
| 2014      | с   | Красный шатёр               | The Red Tent               | Ребекка                    |
| 2016—2020 | с   | Ранчо                       | The Ranch                  | Мэгги Беннетт              |
| 2017      | ф   | Любовники                   | The Lovers                 | Мэри                       |
| 2017      | с   | Товарищ детектив            | Comrade Detective          | Иона Ангел                 |
| 2018      | с   | Патриот                     | Patriot                    | Бернис Тавнер              |
| 2020      | ф   | Каджиллионер                | Kajillionaire              | Тереза Дайн                |
| 2021      | с   | Мистер Кормен               | Mr. Corman                 | Рут Кормен                 |